# Liste des évêques d'Altoona-Johnstown
Liste des évêques d'Altoona-Johnstown
(Dioecesis Altunensis-Johnstoniensis)
L'évêché d'Altoona est créé le 30 mai 1901, par détachement de ceux de Harrisburg et de Pittsburgh.
Il change de dénomination le 9 octobre 1957 pour devenir l'évêché d'Altoona-Johnstown (en).

## Sont évêques
- 31 mai 1901-† 22 octobre 1920 : Eugène Garvey (Eugène Augustine Garvey), évêque d'Altoona.
- 22 octobre 1920-† 21 avril 1936 : John McCort (John Joseph McCort), évêque d'Altoona.
- 8 août 1936-† 10 juin 1957 : Richard Guilfoyle (Richard Thomas Guilfoyle), évêque d'Altoona.
- 5 décembre 1957-† 21 mars 1960 : Howard Carroll (Howard Joseph Carroll)
- 25 juin 1960-4 mars 1966 : Joseph Ier McCormick (Joseph Carroll McCormick)
- 23 mai 1966-17 octobre 1986 : James Hogan (James John Hogan)
- 12 mars 1987-14 janvier 2011 : Joseph II Adamec (en) (Joseph Victor Adamec)
- depuis le 14 janvier 2011 : Mark Bartchak (en) (Mark Léonard Bartchak)

## Sources
- L'Annuaire Pontifical, sur le site http://www.catholic-hierarchy.org, à la page